# Камышин
Камы́шин (до 1780 года — Дмитриевск) — город областного значения на юго-востоке европейской части России с населением 104 220 чел. (2025), третий по численности населения город Волгоградской области. Крупный промышленный и культурный центр региона. Административный центр Камышинского района (в состав района не входит), образует городской округ город Камышин.

## Этимология
Название городу было дано по реке Камышинке, гидроним произошёл от наименования растения — камыша.

## Физико-географическая характеристика

### Географическое положение
Город расположен в северно-восточной части Волгоградской области, на правом берегу Волги (Волгоградское водохранилище), при впадении реки Камышинки, в 170 км к северо-востоку от Волгограда. Площадь города составляет 117 км², протяжённость вдоль Волги — 11 км.
Город находится на Приволжской возвышенности, со средней высотой около 50 м над уровнем моря. Рельеф местности преимущественно равнинный с холмистыми участками. Основной тип почв — каштановые.
Камышин, как и вся Волгоградская область, находится в часовой зоне МСК (московское время), с отклонением от UTC на +3:00.

### Гидрография
Ширина Волги в районе Камышина варьируется от 4 до 5 км. На противоположном берегу реки находится город Николаевск. Ближайшие мосты через Волгу расположены в Саратове и Волгограде. В тёплое время года действует сезонная грузовая паромная переправа на противоположный берег Волги, действующая обычно с 15 апреля по 15 ноября. В зимний период пассажирская перевозка осуществляется судами на воздушной подушке.
Гидрографическая сеть в черте города Камышина представлена реками Камышинка (длина участка русла реки в границах города – 1500 м, ширина русла – 150 м, глубина – 1,23 м, коэффициент извилистости – 0,005) и Елшанка (длина исследуемого участка – 600 м, ширина русла – 300 м, глубина – 0,54 м, коэффициент извилистости – 1,08, уклон дна – 0,004).
В окрестностях Камышина находится множество родников, только в непосредственной близости от города их насчитывается 14. Эти родники, как и многие реки Камышинского района, питаются грунтовыми водами, которые, в свою очередь, пополняются весенними талыми водами.

### Климат
Камышин лежит в умеренном климатическом поясе. Тип климата — умеренно континентальный. В зимний период город находится под воздействием умеренных и арктических воздушных масс, в летний — под влиянием умеренных и тропических воздушных масс. Зима холодная, отрицательная температура держится на протяжении четырёх месяцев (декабрь, январь, февраль, март); лето жаркое и сухое. Среднегодовая норма осадков составляет 389 мм. Среднегодовое испарение влаги — 850 мм. Характерны восточные и юго-восточные степные ветры, а также суховеи.
- Среднегодовая температура воздуха — 7,6 °C
- Относительная влажность воздуха — 74 %
- Средняя скорость ветра — 4,9 м/с[10]

| Показатель                                          | Янв.  | Фев.  | Март  | Апр. | Май  | Июнь | Июль | Авг. | Сен. | Окт.  | Нояб. | Дек.  | Год  |
| --------------------------------------------------- | ----- | ----- | ----- | ---- | ---- | ---- | ---- | ---- | ---- | ----- | ----- | ----- | ---- |
| Абсолютный максимум, °C                             | 12,3  | 10,8  | 19,8  | 29,9 | 36,6 | 43,0 | 41,5 | 41,2 | 39,3 | 27,7  | 21,8  | 9,9   | 43,0 |
| Средний суточный максимум, °C                       | −4,6  | −4,8  | 1,5   | 13,9 | 21,5 | 26,8 | 29,2 | 27,5 | 20,6 | 11,6  | 2,1   | −3,3  | 11,8 |
| Средняя температура, °C                             | −7,5  | −7,8  | −2    | 8,9  | 16,1 | 21,4 | 23,7 | 22,0 | 15,5 | 7,6   | −0,7  | −5,9  | 7,6  |
| Средний суточный минимум, °C                        | −10,5 | −11,1 | −5,3  | 4,2  | 10,5 | 15,9 | 18,2 | 16,4 | 10,6 | 3,8   | −3,4  | −8,9  | 3,4  |
| Абсолютный минимум, °C                              | −35   | −32,1 | −24,2 | −9,2 | −1,1 | 2,3  | 7,8  | 5,8  | −3,2 | −11,1 | −25   | −27,4 | −35  |
| Норма осадков, мм                                   | 38    | 27    | 28    | 29   | 42   | 37   | 38   | 25   | 41   | 31    | 30    | 35    | 389  |
| Источник: «Погода и климат» актуально на 01.01.2020 |       |       |       |      |      |      |      |      |      |       |       |       |      |

## История
Территория современного Камышина и его окрестностей была заселена с глубокой древности. Археологический памятник Ураков Бугор, расположенный к северо-востоку от города, хранит находки, относящиеся к периоду около 10,5 тысяч лет до н. э.
Территория, где сегодня расположен Камышин, в разные периоды была заселена лишь эпизодически. Здесь существовало поселение Золотой Орды, а впоследствии эти земли служили местом кочевий ногайцев, кубанских и крымских татар.
В 1580 году из этих мест атаман Ермак Тимофеевич отправился на Каму, а затем начал покорение Сибири, переправившись волоком с реки Иловли в Камышинку. В 1667 году тем же путём на Волгу вышел Степан Разин.

### XVII век
В 1668 году по указу царя Алексея Михайловича в устье Камышинки была построена крепость. Строительство велось под руководством английского инженера-полковника Бейле с целью охраны волжского торгового пути и борьбы с казаками и крестьянами, участвовавшими в восстаниях. Однако в 1670 году войска Степана Разина, подошедшие из Царицына (ныне Волгоград), сожгли крепость. Несмотря на разрушение, на этом месте вскоре вновь начали селиться переселенцы. Для усиления защиты крепость была дополнена караульным гарнизоном.
В 1692 году Пётр I приказал отправить в устье Камышинки стрелецкий полк и свободных крестьян для восстановления укреплений. Год спустя в эти места прибыл князь Борис Куракин, которому было поручено основать город на левом берегу реки. В 1695 году, во время Первого Азовского похода, Пётр I посетил Камышинку и предложил проект соединения Волги и Дона через канал. Строительство, начатое в 1697 году, продолжалось до 1701 года, но завершено не было. Работы не были завершены из-за начала Северной войны. Все силы страны были брошены на выход России к Балтийскому побережью, и стройка прекратилась. Оставшиеся после работ ямы стали основой для названия соседнего поселения — Петров Вал.
27 сентября 1697 года в Камышин из Казани «для охраны шлюзного дела» был переведён Дмитриевский стрелецкий полк под предводительством Якова Буша. Для защиты работ по строительству канала на берегу Камышинки было возведено укрепление «Петровское». Впоследствии город получил название Дмитриевск, в честь хранимой полком иконы святого Дмитрия Солунского.

### XVIII век
В Поволжье часто вспыхивали крестьянские бунты, и местные стрельцы выступали на стороне восставших. В 1704 году Пётр I направил отряд под командованием князя Дмитрия Хованского, который сжёг Дмитриевск за участие его жителей в казачьем восстании против «бритья бород и одевания немецкого платья». Крепость была перенесена на правый берег Камышинки.
25 сентября 1704 года — царь Пётр I послал грамоту воеводам Ивану Башмакову и Алексею Быкову в Дмитриевск и Царицын, в которой было велено составить карту берегов Камышинки и Иловли: 

«Описать какие места и урочища, и есть ли где леса, и острова и поля, и по скольку сажен или вёрст. И чертёж и опись прислать за руками в приказ Казанского дворца».
13 мая 1708 года один из отрядов Кондратия Булавина вошёл в Дмитриевск без сопротивления. Гарнизонные солдаты перешли на сторону восставших, и в городе было установлено казачье самоуправление. Однако уже в августе того же года правительственные войска вернули контроль над Дмитриевском.
15 июня 1722 года Пётр I вновь посетил Дмитриевск во время своего Персидского похода. Его сопровождали Екатерина I, Ф. М. Апраксин и Д. К. Кантемир. Царь осмотрел город и крепость, оценил её обороноспособность, а также провёл встречу с воеводой. За два часа своего пребывания Пётр обсудил с ним важные вопросы, касающиеся защиты нижнего Поволжья, торговых путей по Волге, заволжских степей и борьбы с набегами. В 1731 году для охраны линии правого берега Волги было создано Волжское казачье войско. 3 августа того же года Сенат издал указ о предоставлении льгот переселенцам на Царицынскую линию, что оказало значительное влияние на освоение края.
В середине XVIII века Дмитриевск пережил экономический подъём, связанный с разработкой соляных месторождений на озере Эльтон, начавшейся в 1747 году. Крестьяне массово покидали своих помещиков, отправляясь в Саратов и Дмитриевск, чтобы работать на соледобыче. Эльтонское месторождение обеспечивало около 70 % всей добываемой в XVIII веке соли в России.
В 1751 году был построен Троицкий храм, а в 1765 году к нему был пристроен левый придел во имя Святителя и Чудотворца Николая.
Екатерина II посетила Дмитриевск в 1767 году во время своего путешествия по Волге.
В 1768 году комендант города полковник Каспар Меллин начал масштабное благоустройство. В городе были построены мостовые, организованы взвозы на Волгу, а в кремле возведена крепость, включавшая батареи, палисад, ворота и башню. Также появились канцелярия, казённый дом и другие административные здания.
В эти же годы в Поволжье началось массовое переселение немецких колонистов, которых привлекла политика Екатерины II. Из разорённых Семилетней войной (1756–1763) немецких земель в регион приехали тысячи переселенцев.
В 1765 году была организована вербовка переселенцев, которых доставляли через Любек в Санкт-Петербург, а затем в Поволжье. За первые четыре года прибыло около 30 000 человек, среди которых было много крестьян, а также ремесленники и специалисты. Колонисты получали льготы: освобождение от налогов на 30 лет, ссуды на строительство и покупку скота, а главное — свободу вероисповедания и освобождение от военной службы. В Камышинском уезде было основано 46 немецких поселений, среди которых Иловля, Верхняя Добринка, Усть-Грязнуха и другие.
В 1769 году Дмитриевск посетил руководитель Оренбургской физической экспедиции, организованной Санкт-Петербургской Академией наук, Иван Иванович Лепёхин с целью изучения природы края. В своих работах он описал город того времени:

Город Дмитриевск стоит на самом волжском берегу. С восточной стороны протекает речка Камышинка, а с полуденной Волга. …Самое большое достоинство сего города составляет соляная пристань, которая питает большую часть прихожего народа… Церквей только три, две деревянные и одна каменная. Купечество в нём зажиточно. Промыслы купеческие состоят по большей части в рыбе, отпуске хлеба и скотины, которую они получают от кочующих в соседстве калмыков. Без них жители питались от посева дынь и арбузов, которые вкусом превосходят астраханские…
13 августа 1774 года Емельян Пугачёв, овладевший к тому времени Саратовом, подошёл к Дмитриевску. Город обороняли 500 солдат гарнизона, 500 калмыков и 1000 донских казаков под командованием князей Дербентова и Дундукова. Комендант крепости, полковник Каспар Захарович Меллин, осознавая слабость обороны, направил астраханскому губернатору Петру Кречетникову рапорт, в котором писал: «Я остаюсь во обороне вовсе безнадежен». Его опасения оправдались. Многие горожане, симпатизировавшие восставшим, не оказали сопротивления. Завязавшееся сражение завершилось поражением защитников города. Комендант Меллин был схвачен и казнён мятежниками. Город был разграблен, значительная часть его сгорела, а некоторые жители подверглись казни. Виселица, установленная над оврагом для казней, впоследствии дала ему название «Висельный овраг».
Однако пребывание Пугачёва в Дмитриевске было недолгим. Уже 17 августа город был занят царскими войсками под командованием полковника Ивана Михельсона. Дмитриевск оказался в руинах, а его жители подверглись суровым репрессиям за поддержку мятежников.
Чтобы стереть с волжской земли память о «беспокойных местах России» и победах Емельяна Пугачёва, 7 ноября 1780 года Екатерина II издала указ о переименовании Дмитриевска в Камышин, который на правах уездного города вошёл в состав Саратовской губернии. 23 августа 1781 года Екатерина утверждает новый герб Камышина:

в верхней части герб Саратовский; в нижней — трава, называемая камыш, в белом поле, от которой город сей название своё получил.
В 1783 году в Камышине проживало 128 купцов и 323 мещанина. Их торговая деятельность и ремесленные промыслы в значительной степени зависели от работы соляной пристани. Значительная часть жителей занималась скотоводством и хлебопашеством на городских землях.
В 1785 году вышел царский указ о передаче дворянам, желающим селиться в Саратовской губернии, всех имеющихся здесь свободных земель; в Камышинском уезде знатные дворяне получили в свои владения более 100 тыс. десятин «пожалованных земель». На эти земли дворяне переселяли своих крепостных крестьян из других губерний, а также закрепощали местных, ранее поселившихся здесь крестьян. В результате к концу XVIII века более 52 тысяч крестьян региона (в ревизских душах) оказались в крепостной зависимости. Это значительно изменило социально-экономическую структуру региона: увеличилось количество крупных помещичьих хозяйств, которые специализировались на сельскохозяйственном производстве, экспорте хлеба и скота.
К концу XVIII века город постепенно утрачивает военное значение, и всё более укрепляется как экономический центр большого уезда. В Камышине жили и торговали купцы второй и третьей гильдий. Позднее появились купцы и первой гильдии.

### XIX век
В первой половине XIX века Камышин активно развивался, будучи уездным городом Саратовской губернии. В 1802 году губернский землемер Михаил Решетников составил план города, который стал основой его дальнейшего благоустройства.
По данным 1802 года, в Камышине проживало 130 дворян, 200 купцов и 568 мещан. В 1815 году при Троицком соборе было открыто приходское училище, которое в 1819 году преобразовали в уездное. В 1821 году начало работу духовное училище при Успенской церкви.
Согласно переписи 1825 года, численность населения города составляла 2131 человек. К 1839 году население увеличилось до 4544 человек, а к 1847 году — до 6816. Экономика города основывалась на ремесленном производстве и торговле: здесь работали шесть салотопных, семь кирпичных и один пивоваренный завод. Значительную роль в местной экономике играла рыбная ловля, однако основным промыслом являлось выращивание и продажа арбузов. Ежегодно проводились две крупные ярмарки — весенняя (с 25 апреля по 15 мая) и летняя (с 6 по 15 августа), где торговали скотом и различными товарами.
В 1836 году в городе разместилась Конно-Артиллерийская резервная батарея № 7, для которой построили казармы, конюшни и склады. К этому времени в Камышине было четыре каменные церкви, 26 каменных и 538 деревянных домов. В учебных заведениях города обучались 237 учеников. В 1844 году была возведена четырехэтажная мукомольная мельница.
Город неоднократно сталкивался с эпидемиями холеры — в 1831, 1847 и 1849 годах. Однако смертность в эти периоды оставалась относительно низкой.

В мае 1840 года Камышин посетил декабрист Александр Петрович Беляев, участник восстания на Сенатской площади. Следуя на Кавказ, он сделал остановку в городе, который впоследствии описал в своих мемуарах, опубликованных в 1882 году:
Камышин один из красивых Волжских небольших городов. Он расположен на самом берегу Волги и набережная его обстроена очень хорошенькими домами с мезонинами и балконами. Он имел шесть каменных церквей и множество садов, придающих ему много прелести. Яблоки его и арбузы славятся по всей России.
К 1850 году население города достигло 6723 человек. В том же году городской голова Камышина предложил построить храм во имя Вознесения Господа на Базарной площади. В 1851 году проект был одобрен Саратовской губернской строительной комиссией, а чертеж завершен к июню того же года. В 1853 году столичное строительное отделение пересмотрело проект, основываясь на аналогичном храме в Хвалынске. Император Николай I утвердил проект 1 марта 1853 года, однако строительство так и не началось. Стоимость постройки оценивалась в 140 тысяч рублей, которые должны были быть собраны за счет пожертвований горожан.
Если в 1839 году в Камышине насчитывалось 26 каменных и 538 деревянных домов, то к 1857 году их количество увеличилось до 97 каменных и 748 деревянных.
К середине XIX века численность населения города значительно возросла, чему способствовала отмена крепостного права в 1861 году. Бывшие крестьяне стали стекаться в города в поисках лучшей жизни, и Камышин привлекал их возможностью трудоустройства в торговле и ремесленных промыслах.
В 1862 году на Волге была открыта Камышинская пристань, что упростило транспортировку грузов и сделало город важным пунктом для экспорта зерна, рыбы и других продуктов.
В 1872 году в городе произошёл крупный пожар, уничтоживший значительную часть деревянных построек. Это событие побудило городские власти поддержать строительство каменных зданий и усилить меры противопожарной безопасности. После пожара началось активное развитие новой городской инфраструктуры, что положительно сказалось на внешнем облике Камышина.
В 1879 году в Камышине проживало 13 644 человека, среди которых 90 были купцами, 11 590 — мещанами и посадскими, 1782 — цеховыми. Город славился своим купечеством, и по числу купцов первой гильдии Камышин превосходил многие крупные города, включая Саратов. 
Процветание купечества способствовало развитию промышленности. Важное значение имели пристани, расположенные вдоль волжского берега. Камышин стал ключевым пунктом для отправки хлеба из Нижнего Поволжья в верховые города. В 1880-е годы Камышин стал одним из ключевых пунктов в экономической жизни Саратовской губернии. Торговля продолжала оставаться основой городской экономики, но одновременно росла роль промышленности. В это время в городе появились первые мельницы, винокуренные и кожевенные заводы.
Камышин в конце XIX века стал не только экономическим, но и культурным центром региона. В 1890-х годах в городе открываются новые образовательные учреждения, среди которых школы и ремесленные училища. Также в этот период формируется общественная жизнь: появляются благотворительные общества, народные читальни и библиотеки. В 1894 году в Камышине была открыта первая публичная библиотека. В это же время стали проводиться публичные лекции и театральные представления.
Согласно первой Всероссийской переписи населения 1897 года, в Камышине проживало около 16 000 человек. Большая часть населения занималась торговлей, ремеслами и сельским хозяйством.
XIX век принёс Камышину славу арбузной столицы Российской империи. В это время в Камышине началась активная селекционная работа, новые камышинские сорта побеждали на различных международных выставках, и иностранцы стали вывозить за пределы страны не только спелые плоды, но и семенной материал.

 
В 1890 году акционерное общество Рязано-Козловской железной дороги (позже Рязано-Уральской) начало строительство железной дороги от Тамбова через Балашов до Камышина. Весной 1894 года городская Дума приняла решение об отчуждении земли под железную дорогу. В обмен на это акционерное общество построило в Камышине железнодорожную станцию с вокзалом, депо, элеватор на 500 тысяч пудов, нефтесклад, пристани, а также клуб с библиотекой и народным театром. В августе 1894 года первый поезд из Тамбова прибыл в Камышин. Изначально поезда ходили дважды в неделю, но к концу года движение стало регулярным. Дорога «Тамбов — Камышин» протяжённостью 444 версты была завершена за два года.
В обмен на землю под железную дорогу акционерное общество РУЖД также обязалось построить мост через Камышинку и водопровод. В 1896 году был возведён деревянный мост, названный позже Бородинским, а в 1898 году — водопровод. На строительство моста, соединившего старый и новый город, было потрачено более 40 тысяч рублей. До этого жители Камышина брали воду из Волги, и её доставкой занимались водовозы и водоносы. Из-за близости к воде мастерские и пекарни строились у берегов Камышинки и Волги. Нехватка воды тормозила развитие садоводства, и зелёных насаждений в городе почти не было. После переговоров с железнодорожниками городская управа согласилась на строительство водокачки, водовода длиной 1200 метров и водонапорной башни. В водокачке установили два паровых котла с насосами, подающими воду из Камышинки в башню, откуда она распределялась по шести водоразборным будкам. Воду отпускали по жетонам: за одну копейку наливали два ведра воды.
К 1892 году население Камышина составляло 17 684 человека, из которых 550 были мастерами, а 625 — рабочими (больше всего извозчиков). В 1899 году в городе насчитывалось 12 кузниц, 10 скотобоен, лесопильня, 25 лабазов с дегтем, 14 мясных и 5 рыбных лавок. Город продолжал оставаться важным центром волжской торговли и крупным речным портом. На набережной располагались несколько пристаней, в том числе пристани пароходных обществ «По Волге», «Самолет», «Кавказ», «Меркурий», а также нефтяные склады братьев Нобелей.
- Лесная пристань
- Вид на береговую линию Камышина
- Вид на набережную Камышина
- Вид с Волги на набережную

В 1887 году на камышинские пристани прибыло 9,5 млн пудов различных грузов, главным образом нефти и леса, а отправлено было 3,25 млн пудов, в основном хлеба. Город являлся важным перевалочным пунктом для отправки хлеба из Нижнего Поволжья, поэтому в конце XIX века был построен элеватор на 400 тысяч пудов. 
Камышинские пристани давали работу горожанам и крестьянам, здесь же шла бойкая торговля знаменитыми камышинскими арбузами, овощами, фруктами, выпечкой, изделиями местных промыслов и ремесел. Большим спросом, например, пользовались связанные камышинскими мастерицами шерстяные чулки, варежки, перчатки и гарусные шарфы.
Имена купцов Шемякина, Абызова, Ткаченко, братьев Альтуховых вошли в историю города как символ богатства и благополучия. В городе действовало более двухсот магазинов и лавок, где торговали мануфактурой, галантереей, продуктами. Городской рынок располагался на Базарной площади, где ежедневно шла торговля в деревянных лавках. Базары проводились дважды в неделю, а ярмарки — трижды в год: 20 февраля, 29 июня и 29 сентября.
В 1900 году в городе был заложен Александровский сад, который вскоре стал знаменит как один из лучших в Поволжье. Также в это время проводилось активное озеленение набережной.
На начало XX века население Камышина превысило 18 тысяч человек. Он был одним из немногих культурных центров на огромном малонаселенном пространстве Нижнего Поволжья. Основу населения составляли мещане, почти треть горожан были немецкими колонистами.

### Начало XX века
Граф Д. А. Олсуфьев, предводитель дворянства Камышинского уезда, многое сделал для повышения благоустройства города. На его средства были возведены типовые кирпичные школьные здания, а в 1901 году за его счёт был построен Земский дом, ставший первым в Российской империи роскошным офисом земства, спроектированным по индивидуальному заказу. Сейчас в нём размещается городской историко-краеведческий музей. В 1903 году в Земском доме встретился с городской элитой губернатор Саратовской губернии и будущий глава кабинета министров Российской империи Пётр Аркадьевич Столыпин. Также этот дом посещали Пётр Врангель, Лев Троцкий, Михаил Шолохов и Алексей Маресьев.
В 1901 году в городе начал работу ликёро-водочный завод, закрытый в 1960 году.
В 1903 году в Камышине основали древесный питомник, который в 1931 году стал Всесоюзным научно-исследовательским агролесомелиоративным институтом (ВНИАЛМИ). Питомник стал площадкой по разработке методик укрепления и облесения ландшафта на юго-востоке России. За период с 1903 по 1916 годы было создано 75 га сосновых насаждений.
Газета «Саратовский дневник» (№ 189 от 2 сентября 1903 года) сообщала: «Новый саратовский губернатор П. А. Столыпин после открытия Балашовской выставки прибыл вместе с председателем губернской земской управы графом Д. А. Олсуфьевым в Камышин. Здесь он осмотрел работы по укреплению песков и оврагов. Работы эти ведутся близ города под руководством командированного министерством земледелия К. П. Красильникова… В Камышине заложен также образцовый питомник. На месте работ губернатор был встречен городским головой и председателем земской-управы с полным составом членов уездной и городской управ».
В начале XX века в Камышине активно формировался рабочий класс, основу которого составляли рабочие промышленных предприятий, железнодорожного транспорта и ремесленных цехов. К 1905 году на железнодорожном транспорте города трудилось около 700 человек, а с рабочими станций и элеваторов всего уезда — около 1000. На 7 лесопильных заводах было занято 700 человек, в летние месяцы их число увеличивалось до 1000. На мельнице купца Бореля работало 250 человек.
Большинство рабочих происходили из разорившихся крестьян, и условия их труда были крайне тяжелыми. Низкая заработная плата, отсутствие социальных гарантий и высокая эксплуатация способствовали росту недовольства и формированию революционных настроений среди рабочих.
После событий Кровавого воскресенья 1905 года в Камышине началась активная революционная борьба. 5 марта 1905 года местные жители отправили резолюцию в Совет министров с требованиями о проведении экономической политики в интересах трудящихся, снижении налогового бремени и введении подоходного налога. В городе начались стычки с полицией и забастовки, а 1 мая прошла демонстрация.
27 августа 1906 года в Камышине произошло первое вооружённое восстание. Попытка освободить заключённых привела к столкновениям с властями. На Базарной площади толпа окружила конвой и заключённых, и в ответ на разгон стражниками, в охранников полетели камни. Охрана открыла огонь, убив одного человека. Выстрелы на городской площади всколыхнули население. Восстание возглавили члены РСДРП. Толпа, исполняя «Марсельезу», направилась к полицейскому управлению, но была остановлена полицией. В городе началось строительство баррикад. Восставшие разделились на три группы, пытавшиеся захватить полицейский участок и военное управление, но встретили вооружённое сопротивление. Перестрелка длилась до вечера, после чего восстание было прекращено.
Активисты восстания скрылись из города и эмигрировали из страны. В результате кровавого дня были убиты один полицейский и десять восставших, ранены 40 человек. На следующий день в Камышин прибыли карательные отряды, начались репрессии, было арестовано 39 человек. Судебные процессы над участниками восстания продолжались до 1909 года.

Несмотря на трагические события революционного периода, Камышин в начале XX века оставался значительным культурным центром Нижнего Поволжья. В городе открывались кинематографы, работали фотоателье и библиотеки, издавались газеты, а также ставились спектакли в любительских театрах. Также в Камышине действовало множество школ и народных училищ, мужская и женская гимназии, а также немецкое лютеранское училище. Камышинские духовное и реальное училища пользовались особым уважением.
- Реальное училище
- Духовное училище
- Училище им. Л.Н. Толстого
- Здание реального училища в наше время

Из Камышина вышли такие известные деятели, как депутат Государственной Думы и адвокат Якоб Дитц, один из основателей партии эсеров Виктор Чернов, писатель-правозащитник Доминик Гольман и другие.
В период с 1905 по 1912 годы в Камышине велось строительство реального училища, которое завершилось к 1912 году. Важным культурным событием стало основание в 1910 году Камышинского драматического театра.
На заседании Камышинского земского собрания в 1911 году обсуждалась замена гужевого транспорта на автомобильный. Было решено приобрести автомобиль для Земской Управы. В то же время городская дума приняла решение о модернизации водоснабжения. Профессор В. Ф. Иванов подготовил проект водопровода, который был издан отдельной книгой в 1915 году, но не был реализован.
С помощью купца А. Г. Докучаева, который организовал сбор средств, в 1912 году в Камышине заработала электростанция, и в городе зажглись первые лампочки Эдисона, что ознаменовало начало электрификации. К 1913 году в Камышине действовали отделения нескольких банков, включая Госбанк, Сбербанк, «Русский Торгово-промышленный банк», «Русско-Азиатский банк» и банк «Петро-пари», а также Общество взаимного кредита.
Объявление Германией войны России 9 июля 1914 года вызвало патриотический подъём в городе. В Камышине прошли патриотические демонстрации и собрания 23 и 28 июля. В этом же году в городе был открыт военный госпиталь, который разместился в здании начального женского училища имени А. С. Пушкина.

Когда 6 мая 1915 года был сформирован 404-й Камышинский пехотный полк, его состав на треть состоял из жителей Камышина и Камышинского уезда. В том же году Камышинское земское собрание постановило использовать труд военнопленных для сельскохозяйственных работ, разместив 300 человек в Камышине, а всего в уезде находилось пять тысяч военнопленных.
- Астраханская улица
- Царицынская улица и Вознесенский собор
- Вид с бульвара на набережную
- Вид с каланчи на северную часть города

- Саратовская улица
- Проспект Императора Александра ll
- Проспект Императора Александра ll
- Проспект Императора Александра ll

### Гражданская война
С началом Гражданской войны в 1917 году в Камышинском уезде был создан Исполнительный комитет, который занимался вопросами личного состава гарнизона, реквизиции хлеба у кулаков и пресечением спекуляции. На станции «Камышин» начала работать военно-контрольная транспортная комиссия.
В ноябре 1917 года камышинская организация РСДРП(б) провозгласила установление в городе советской власти.
В начале декабря в Камышине поступило сообщение о том, что к городу направляются оренбургские казаки. 11 декабря казаки подошли к городу. Члены Исполкома Оловяшников и Воложанин были командированы в Саратов за пулемётами и артиллерией. Специально образованная комиссия взяла под строгий контроль охрану порохового и патронного складов. В тот же день, на заседании Исполкома, было принято решение обезоружить офицеров запасного полка и других подразделений.
13 и 14 декабря 1917 года в городе прошёл уездный съезд волостных земельных комитетов. Делегаты сообщили о том, что осуществление «Декрета о земле» во многих населённых пунктах началось с середины ноября 1917 года.
21 декабря 1917 года был создан Совет народного хозяйства, который взял на себя управление хозяйственной деятельностью города и уезда. Установлен рабочий контроль на предприятиях, что стало подготовительной мерой к национализации.
28 января 1918 года в Камышине состоялся первый уездный съезд Советов крестьянских депутатов, на котором заслушали доклад делегата губернского съезда Советов. Также были представлены доклады с мест о создании Советов и Красной гвардии. К 29 января 1918 года сельские и волостные Советы были созданы во всех волостях и в 215 уездных населённых пунктах. 1 февраля 1918 года прошла первая партийная конференция, на которой был избран уездный комитет большевистской партии.
Гражданская война, начавшаяся в 1918 году, активизировала купечество. Были организованы контрреволюционные мятежи и выступления против политики Советского государства, в которых участвовали местные меньшевики, эсеры и зажиточные крестьяне. Демобилизованные фронтовики Камышина объединились в контрреволюционный «Союз фронтовиков», однако 24 марта 1918 года на заседании исполкома Совета было принято постановление о его ликвидации. 29 мая 1918 года город и уезд были объявлены на военном положении.
В марте 1918 года в Камышине был сформирован отряд Красной Армии численностью 400 человек. В сентябре 1918 года на срочном заседании уездного комитета большевистской партии, уездного исполкома и профессиональных союзов был создан добровольный революционный полк. В мае 1918 года в городе была создана чрезвычайная комиссия по борьбе с контрреволюцией и бандитизмом (ЧК). Летом 1918 года в Камышине были национализированы все банки, 420 домовладений, промышленные предприятия и торговые заведения. За год было открыто 100 начальных классов и 42 школы для взрослых, организованы курсы народных чтений. В марте 1918 года открылась центральная публичная библиотека.
15 июля 1919 года войска Кавказской армии ВСЮР под командованием генерала Врангеля, при поддержке Донской армии генерала Сидорина, в ходе продолжительных боёв овладели Камышином, разбив превосходящие силы красных и захватив в плен 13 тысяч красноармейцев, 43 орудия и множество пулемётов. В городе были захвачены 12 паровозов, более 1000 вагонов, большое количество снарядов и патронов.
Однако, уже в ночь с 29 на 30 июля Волжская военная флотилия красных, прорвавшись с севера, на рассвете начала бомбардировку Камышина. Выпустив несколько десятков снарядов, красные отошли на север.
В середине августа, ввиду подавляющего превосходства сил противника (около четырёх дивизий пехоты при четырнадцати полках конницы, насчитывающих свыше 15 000 штыков, 7 000 шашек и 70 орудий), командование белых признало необходимость оставить Камышин без боя. Это решение было принято в целях сокращения фронта и чтобы не подвергать правофланговые части риску быть отрезанными. Таким образом, белые войска покинули Камышин, совершив организованный отход на рубеж реки Сестрёнка, вдоль линий Белые Горки — Таловка — Саломатино.

### Межвоенный период
С окончательным установлением советской власти Камышин начал восстанавливаться от последствий Гражданской войны. В январе 1920 года в городе открылись пять библиотек и был запущен первый детский сад. В марте того же года был основан рабочий университет, где обучались будущие учителя, медицинские сестры, счетоводы и делопроизводители. В декабре 1920 года в Камышине был создан уездный архив.
В феврале 1921 года город был захвачен бандой Вакулина, которая арестовывала ответственных работников и коммунистов, а также освободила 35 заключенных из тюрьмы. Однако 7 февраля большевикам удалось выбить мятежников из города и восстановить порядок.
В июне 1928 года был образован Камышинский округ Нижневолжского края.
В 1930 году в Камышине была организована машинно-тракторная мастерская (МТМ). В том же году начал работать радиоузел, и в квартирах камышан установили первые сорок радиоточек. В июле в городе была создана скорая помощь для обслуживания больных на дому.
Период 1932–1933 годов стал тяжелым для Камышина из-за массового голода, вызванного принудительными хлебозаготовками и коллективизацией, что привело к значительным человеческим потерям.
В 1932 году был разработан проект строительства Камышинской плотины на Волге. Планировалось возвести крупнейшую в мире плотину с гидроэлектростанцией мощностью до 2 млн кВт, что позволило бы поднять уровень реки на 20 метров. Это обеспечило бы судоходство морских и военных судов, а также позволило бы соединить Волгу с Доном с помощью канала, построенного выше плотины. Проект предусматривал мелиорацию более 4 млн гектаров засушливых земель и создание мощного промышленного района. Однако проект не был реализован из-за высоких затрат, экологических рисков и смерти его руководителя, академика И. Г. Александрова, в 1936 году.
В 1934 году Камышин стал административным центром новообразованного района. 10 января того же года город и Камышинский район вошли в состав Сталинградской области. В этом же году в городе был создан колхозно-совхозный драматический театр и открыт Камышинский консервный завод. В феврале 1936 года в Камышине начал работать хлебозавод.
Строительство лакокрасочного завода на базе здания бывшей мельницы Бореля стартовало в июне 1937 года, и он был введён в эксплуатацию 1 февраля 1939 года. В январе 1939 года также начал работу Камышинский стеклотарный завод.

### Великая Отечественная война
С начала войны более 20 тысяч жителей Камышинского района были отправлены на фронт. В первые месяцы войны в Камышин прибыли тысячи эвакуированных из западных регионов СССР, и к зиме 1942 года население города увеличилось в восемь раз. В городе было развёрнуто 36 госпиталей, шефство над которыми взяли камышинские предприятия. Горожане активно сдавали кровь и создавали санитарные дружины.
Указ Президиума Верховного Совета СССР от 28 августа 1941 г., предопределил судьбу тысяч российских немцев, в том числе и тех, кто жил в Камышине. В указе утверждалось: «…по достоверной информации военных властей, среди немецкого населения Поволжья живут тысячи, десятки тысяч шпионов и диверсантов». Это решение стало началом массовой депортации, в результате которой была ликвидирована Немецкая автономная республика Поволжья, а её жители, включая камышинских немцев, были вынуждены навсегда покинуть свои дома.
В октябре 1941 года Камышин стал прифронтовым городом, в нём был образован штаб обороны. Городская промышленность была переведена на военные рельсы: стеклотарный и лакокрасочный заводы начали выпускать бутылки с зажигательной смесью, консервный завод — солдатские котелки и сигнальные ракетницы, а мастерские элеватора и хлебозавода освоили производство стрелкового оружия. Через Камышин шли пополнения, боеприпасы, продовольствие и вооружение для Сталинграда. В годы войны через город прошла Волжская рокадная железная дорога, связавшая Сталинград, Саратов, Сызрань и Ульяновск.
Во время Сталинградской битвы Камышин стал важным стратегическим пунктом. В мае 1941 года в город передислоцировалось Соликамское танковое училище, которое находилось здесь до июля 1947 года. В 1942–1944 годах в Камышине действовал отряд моряков Волжской военной флотилии. Горожане участвовали в строительстве прифронтовой железной дороги на Сталинград и в восстановлении паровозов и вагонов.
В 1941 году был сформирован отдельный стрелковый полк из народных ополченцев, а также истребительный батальон для охраны города. В районе пятого микрорайона располагалось лётное поле для советских самолётов.
В августе 1942 года в Камышине были организованы три переправы через Волгу, что улучшило транспортную логистику. 11 мая 1943 года Камышин получил статус города областного подчинения, что подчеркнуло его значимость в военное время.

### XX век. Послевоенный период
10 июня 1946 года в Камышине была введена в эксплуатацию швейная фабрика, что способствовало развитию текстильной промышленности в городе.
20 октября 1947 года было принято постановление Совета Министров СССР, которое предусматривало строительство государственной лесной полосы между Камышином и Сталинградом. Это решение имело большое значение для улучшения экологической ситуации в регионе. За три с половиной года было высажено 60 миллионов однолетних и двухлетних деревьев и кустарников, посеяно около 600 тонн желудей.
В 1951 году Совет Министров СССР издал постановление №1801 о строительстве Камышинского хлопчатобумажного комбината (ХБК), который должен был стать крупнейшим предприятием города. В этом же году было создано управление начальника работ №229, впоследствии преобразованное в стройтрест №110, началось строительство первых домов на северной окраине Камышина, в районе будущего текстильного комбината. В 1952 году началось строительство завода башенных кранов, а в 1953 году была построена первая фабрика ХБК. В этот же период началось возведение Камышинской ТЭЦ, которая должна была обеспечивать энергией строящийся комбинат. В 1953 году было основано первое в СССР военное училище для подготовки офицеров-ракетчиков — Камышинское военное училище. Также в 1953 году в городе открылись противотуберкулёзный и онкологический диспансеры. Помимо этого в 50-х годах была построена Центральная городская больница, а в старой части города — больница №1 на улице Калинина. Для улучшения энергоснабжения в город был доставлен электропоезд мощностью 1000 киловатт.
В 1954 году началось строительство маслосыркомбината, а также второй городской больницы. В 1955 году было завершено строительство завода железобетонных изделий. 19 сентября того же года ХБК выпустил первый метр суровой ткани. Тогда же начался монтаж 300 чесальных, ленточных и прядильных машин, что позволило текстильщикам выпустить первую пряжу. Одновременно с этим продолжалось жилищное строительство: началось возведение жилых кварталов в районе текстильного комбината (дома на улице Титова) и возле 14-й школы на улице Мира.
В 1956 году Камышинская ТЭЦ дала первый промышленный ток, а к 1958 году её мощность была увеличена на 50 МВт. В этом же году на ХБК открылась школа фабрично-заводского ученичества на 200 человек, готовившая кадры для предприятия. В декабре 1956 года был введён в эксплуатацию новый хлебокомбинат. В 1957 году комсомольцы города приняли участие в масштабном благоустройстве и озеленении Камышина, заложив новый парк площадью 9 гектаров в районе текстильного комбината.
В 1957 году начались подготовительные работы по строительству моста через реку Камышинку. По плану мост планировалось сдать в эксплуатацию в конце 1959 года, предстояло также построить дамбы с обоих берегов реки Камышинки. Движение по новому Бородинскому мосту было открыто в 1960 году. После завершения строительства Сталинградской ГЭС в 1957 году в районе Камышина произошло поднятие уровня воды в Волге на 15 метров, что привело к образованию рукотворного водохранилища выше по течению и существенно изменило природный ландшафт в пределах городской черты. 31 августа 1960 года постановлением Совета Министров СССР за №940 была определена необходимость в появлении в Камышине новой промышленной зоны из нескольких заводов. В 1966 году началось строительство завода слесарно-монтажного инструмента, первая очередь которого была сдана в декабре 1970 года. В 1966 году к заводу проложили подъездные пути, а в 1968 году построили главную подстанцию. В 1967 году началось строительство кузнечно-литейного завода, что способствовало дальнейшему развитию промышленности города. В 1965 году был утверждён проект планировки района хлопчатобумажного комбината, который предусматривал строительство путепровода и расширение моста через Камышинку. В этом же году открылся Дворец культуры «Текстильщик», а напротив дома №23 на улице Терешковой установлено 24-метровое колесо обозрения.
Важным культурным событием стало открытие в 1961 году Камышинского народного историко-краеведческого музея.
В 1962 году была модернизирована Камышинская пристань: построен новый причал, заменивший старую пристань, перемещённую в Волгоград.
В августе 1966 года к 300-летию Камышина был утверждён новый герб. На традиционном геральдическом щите изображены три зелёные рогозинки (ошибочно принимаемые за камышинки) на белом фоне — элемент старого герба. Голубая лента символизирует Волгу, омывающую город. Красная полоса отражает социалистическую идею, а шестерёнка и челнок в её центре — промышленное развитие города.
13 мая 1970 года в Камышине была введена в эксплуатацию телевизионная ретрансляционная вышка высотой 331,5 метра.
В 1970-х годах началось строительство Камышинского кузнечно-литейного завода («Кузлит»), который должен был снабжать чебоксарский завод «Промтрактор» заготовками для тракторов Т-330 и Т-500. Первая очередь завода была сдана в эксплуатацию в декабре 1974 года. По легенде, председатель Совета министров СССР Алексей Косыгин распорядился построить завод с преимущественно мужским коллективом, чтобы решить проблему нехватки мужчин в Камышине, где на Хлопчатобумажном комбинате большинство работников составляли женщины. В начале 1970-х годов между городами-побратимами Камышином и Опавой установились тёплые дружеские отношения. Делегации из обоих городов регулярно обменивались визитами и организовывали встречи. На местном стадионе проводились футбольные матчи между командами «Остра» и «Авангард». Значительный вклад в развитие Камышина внесли чехословацкие строители из городов Брно и Опава, которые построили на берегу Волги микрорайон с полным комплексом бытовых и торговых услуг, школой, детским садом и досуговым центром.
Помимо строительства заводов и общежитий, в 1970-х годах в городе появился район с неофициальным названием «ФРГ» (посёлок Нефтебаза). Это название связано с возвращением в Поволжье немцев, депортированных в 1941 году и получивших право вернуться в 1972 году. В этом районе бывшие жители Камышина строили свои дома на выделенной администрацией земле.
В 1980-е годы «Кузлит» активно развивался. В апреле 1980 года к заводу была проведена железная дорога, и открыта станция Металлургическая. Численность работников предприятия достигла 6,5 тысяч человек. В этот период строился комплекс литейных и кузнечных цехов, включая чугунолитейные цехи №1 и №2, цех алюминиевого литья, цех бронзовых втулок и три кузнечных цеха. В рамках проекта завода также предусматривалось строительство объектов городской инфраструктуры: водоканала, больничного комплекса и жилых домов. 21 октября 1981 года был введён в эксплуатацию завод «Ротор» для ремонта газоперекачивающего оборудования. Его строительство велось при участии специалистов из Словакии.
В 1985 году на базе экспериментального отдела СКБ «Транснефтеавтоматика» был создан Камышинский опытный завод.
В 1985 году в Камышине началось строительство троллейбусной линии по маршруту: Хлопчатобумажный комбинат — Вокзал — улица Волгоградская, а также подготовка к возведению троллейбусного депо на улице Волгоградской. Однако работы шли с задержками, и сроки неоднократно переносились. В 1986–1990 годах был разработан новый проект троллейбусной сети, который предусматривал соединение 5-го микрорайона с заводом «Кузлит». В рамках проекта установили опоры контактной сети, построили две тяговые подстанции и начали строительство депо на 100 машиномест у инструментального завода. Однако из-за экономического кризиса 1990-х годов проект заморозили. В 1988 году для троллейбусной сети было закуплено 18 троллейбусов ЗиУ-9, но из-за незавершённого строительства они были законсервированы и хранились в автобусном парке. В 1991 году троллейбусы продали во Владимир.
В 1989 году вблизи набережной Волги построили 10-этажную гостиницу «Опава», названную в честь города-побратима в Чехословакии.

### Россия
В 1990-е годы экономическая ситуация в Камышине характеризовалась резким спадом. Особенно сильно пострадал Камышинский хлопчато-бумажный комбинат. Развал Союза и начало экономических реформ привели к потере хлопковой базы, а также рынков сбыта, обвалу цен. Комбинат вынужден был резко сократить выпуск продукции, а позднее даже остановить свою работу. В 1996 году ХБК практически простаивал, в бессрочные отпуска было отправлено более 10 тысяч человек. В июле 1997 года комбинат прошёл процедуру реорганизации и был преобразован в ОАО «Камышинский хлопчато-бумажный комбинат имени Косыгина».
При этом 1990-е годы стали самым успешным периодом в истории футбольного клуба «Текстильщик». В этот период клуб провёл пять сезонов (1992–1996) в высшей лиге чемпионата России и достиг наилучшего результата, заняв 4-е место в 1993 году. В Камышине был построен первый в России чисто футбольный стадион без беговых дорожек, однако инфраструктура города не соответствовала требованиям для проведения международных матчей. Тем не менее, «Текстильщик» принял участие в Кубке УЕФА 1994–1995, где в 1/16 финала уступил французскому «Нанту». Основным спонсором команды всё это время был хлопчатобумажный комбинат, проблемы которого впоследствии негативно сказались на результатах клуба и привели к его вылету в низшие дивизионы. В середине 1990-х годов город достиг максимального уровня численности населения за всю свою историю — 129 тысяч человек.
Одним из значимых событий стало принятие устава города 12 ноября 1998 года решением Камышинской городской Думы, что стало важным шагом в укреплении местного самоуправления. Регистрация этого документа состоялась 26 ноября 1998 года в управлении юстиции администрации Волгоградской области.
8 ноября 2001 года в городе впервые отметили праздник в честь святого Димитрия Солунского, небесного покровителя города. Этот день стал ежегодным городским праздником.
В последующие годы произошло несколько значимых событий. Камышинская городская Дума в 2003 году утвердила герб и флаг города, зарегистрированные в Государственном геральдическом регистре Российской Федерации. В том же году открылась художественная галерея, ставшая частью историко-краеведческого музея.
Закон Волгоградской области от 31 декабря 2004 года №986-ОД «Об установлении границ и наделении статусом города Камышина» определил границы городского округа и придал муниципальному образованию город Камышин статус городского округа.
В 2005 году прошли первые выборы 25 депутатов в состав Камышинской городской думы. Устав городского округа — город Камышин Волгоградской области был принят решением Камышинской городской Думы от 28 июня 2005 года №56. В этом же году начал работу телевизионный канал «Камышин — ТРВ», а также был проведён ремонт историко-краеведческого музея и Дома Шолохова.
2007 год ознаменовался открытием Музея военной техники под открытым небом в парке Победы и проведением первого арбузного фестиваля.
В октябре 2008 года экономическая ситуация в Камышине ухудшилась из-за финансового кризиса. Некоторые компании приостановили деятельность, другие перешли на неполную рабочую неделю, а на ряде организаций произошло сокращение сотрудников. В том же году в рамках подготовки к 340-летию города были реконструированы набережная Волги, городской парк, дороги и тротуары.
В 2012 году в Камышине начали работу предприятия лёгкой промышленности — ООО «Глория Джинс» и ООО «Камышинская отделочная фабрика». В 2013 году в городе был установлен памятник святому покровителю Камышина — Димитрию Солунскому. В мае 2015 года открылся новый асфальтобетонный завод с производственной мощностью до 65 тонн в час.
Празднование 350-летия Камышина в 2018 году сопровождалось открытием памятника Петру Первому на набережной перед историко-краеведческим музеем. Строительство школы на 1000 мест, начавшееся в 2019 году, дало импульс развитию 7-го микрорайона. Были построены детский сад, дороги, а также проведено благоустройство территории. Значительные изменения коснулись городской инфраструктуры и в 2020 году: благодаря проекту «Формирование комфортной городской среды» были благоустроены набережная Волги и территория возле Дворца культуры «Текстильщик». Завершение очередного этапа благоустройства набережной и реализация проекта «Парк Текстильщиков — территория здоровья», получившего грант за победу во всероссийском конкурсе, состоялись в 2023 году.
В соответствии с индексом качества городской среды за 2023 год, предоставленного Министерством строительства и жилищно-коммунального хозяйства РФ совместно с институтом развития ДОМ.РФ, Камышин признан городом с благоприятной городской средой, набрав 206 из 360 баллов.

## Экономика

### Промышленное и обрабатывающее производство
Камышин является одним из ведущих промышленных центров Волгоградской области, где развиты несколько ключевых отраслей экономики. 
Город традиционно известен как центр текстильного производства. На базе бывшего хлопчатобумажного комбината создано предприятие «Камышинский Текстиль», которое выпускает высококачественные хлопчатобумажные ткани, товарную пряжу и готовую продукцию для лёгкой промышленности. Пищевая отрасль охватывает несколько направлений, включая пивоварение, молочное производство и переработку сельхозпродукции. В городе выпускаются молочные продукты, такие как ультрапастеризованное молоко, творог и сыворотка, а также продукция пивоваренной отрасли.
Важную роль в производственном секторе экономики города играет машиностроение и металлообработка, охватывающие производство оборудования для нефтегазовой отрасли, сельского хозяйства и строительного сектора. В Камышине выпускаются автомобильные и строительные краны, буровой инструмент, оборудование для противопожарных систем, а также узлы и агрегаты для газоперекачивающего оборудования. Кроме того, в городе развиты производство слесарно-монтажного инструмента и кузнечно-штамповочных изделий.
Важное место занимает стекольная промышленность — город является одним из крупнейших производителей стеклотары в России, обеспечивая значительную долю национального рынка. Здесь выпускаются стеклянные банки и бутылки для пищевой, алкогольной и детской продукции.
Ниже представлены основные предприятия города:
- АО «Камышинпищепром». Старейшее предприятие города, основанное в 1861 году, специализирующееся на производстве пива. Основной продукт — бренд «Пегас Камышинское».
- АО «Камышинский стеклотарный завод» (КСЗ). Основан в 1939 году. Завод является крупнейшим производителем стеклотары в России, занимая более 30% национального рынка. Предприятие выпускает стеклянные банки и бутылки для консервной, алкогольной и детской продукции, сотрудничая с брендами Nutella, Nescafé, Jacobs, Dolmio.
- ООО «Камышин Машзавод». Основан в 1931 году. Первоначально занимался ремонтом двигателей и производством деталей для сельхозтехники. Сегодня завод выпускает оборудование для нефтеналивных и противопожарных систем, а также разнообразные сельскохозяйственные машины.
- ООО «Камышинский крановый завод». Специализируется на производстве автомобильных и строительных кранов грузоподъемностью от 8 до 100 тонн, а также запчастей и дополнительного оборудования.
- ООО «Камышинский завод бурового инструмента» (КЗБИ). Занимается производством бурового инструмента для горнорудной, металлургической и нефтегазовой отраслей.
- ООО «Камышинский завод слесарно-монтажного инструмента» (КЗСМИ). Основан в 1970 году. Завод выпускает более 1500 наименований слесарно-монтажного инструмента.
- ООО «Камышинский Текстиль». Основан в 2011 году на базе хлопчатобумажного комбината. Завод выпускает хлопчатобумажные ткани, товарную пряжу и постельное белье.Производственная линия ООО «Камышинский Текстиль»
- ООО «Камышинский опытный завод». Основан в 1985 году. Производит оборудование для слива и налива нефтепродуктов, включая устройства для железнодорожных, автомобильных и морских цистерн.
- ООО «Кузница». Предприятие, основанное в 1989 году, занимается ковкой и штамповкой изделий для двигателестроения, машиностроения и железнодорожного транспорта.
- ООО «Любимый город». Крупное молочное предприятие, выпускающее продукцию под брендами «Любимый город», «Мое любимое лето» и «Active Energy». Завод оснащен современным оборудованием для производства ультрапастеризованного молока, творога и сыворотки.
- ОП ООО «Перкаль». Предприятие основано на базе текстильного комбината. Выпускает хлопчатобумажные ткани (миткаль, бязь, сатин и др.) и пряжу.
- Филиал АО «Газэнергосервис» — завод «Ротор». Основан в 1981 году. Завод специализируется на ремонте и производстве запчастей для газоперекачивающего оборудования и турбин.[112]

В 2023 году объем отгруженных товаров собственного производства, выполненных работ и услуг составил 28,7 млрд рублей, из которых 24,1 млрд рублей пришлись на обрабатывающие производства.

### Малое и среднее предпринимательство
По состоянию на 1 января 2024 года в Камышине зарегистрировано 2 628 субъектов малого и среднего предпринимательства (МСП), из которых 2 133 — индивидуальных предпринимателя, а 495 — малых и средних предприятий, включая микропредприятия. Число субъектов МСП в расчете на 10 тыс. человек населения в 2023 году составило 249,84 единицы.
Доля работников малых и средних предприятий в общем числе занятых на всех предприятиях города в 2023 году составила 22,13%.
На территории города Камышина функционирует более 1 100 объектов потребительского рынка, из них 768 объектов торговли, 109 объектов общественного питания 299 объектов по оказанию различных персональных услуг. В настоящее время в городе работает три рынка. Один универсальный и два сельскохозяйственных. Торговых мест на всех розничных рынках города - 1 075 ед.

### Инвестиции и строительство
В 2023 году общий объем инвестиций в основной капитал крупных и средних организаций города составил 1,65 млрд рублей, из которых 1,26 млрд рублей были вложены за счет собственных средств предприятий. Объем инвестиций на душу населения в расчете на 1 жителя города в 2023 году составил 13 643,5 рубля.
ООО «Камышинский Текстиль» активно реализует инвестиционный проект по модернизации производства, направленный на создание современного предприятия полного цикла переработки хлопка мирового уровня. Этот проект начался еще в 2012 году и планируется к завершению в 2026 году. На текущий момент общий объем инвестиций составил почти 2,94 млрд рублей.
ООО «Любимый город» реализует несколько крупных инвестиционных проектов, направленных на модернизацию производственного процесса и развитие инфраструктуры. Один из ключевых проектов — это «Модернизация приемно-аппаратного отделения» и «Модернизация энергетического комплекса», которые направлены на повышение энергоэффективности и улучшение качества выпускаемой продукции. В 2023 году объем инвестиций составил 418 млн рублей, в рамках которых были завершены работы по установке нового оборудования, включая пастеризатор и сливкоотделитель.
ООО «Кузница» в 2023 году начало реализацию крупного инвестиционного проекта по модернизации производства для удовлетворения потребностей в кузнечной продукции, используемой в машиностроении, железнодорожном и нефтегазовом комплексе. Общая стоимость проекта составляет 815 млн рублей, из которых 272,7 млн рублей были инвестированы в 2023 году. В рамках этого проекта на предприятии создаются новые линии для производства высокоточных тяжелых штамповок, а также раскатных колец.

## Религия

### История
В XVII веке, в 1697 году, в строящийся город на Камышинке прибыл полк из Казани, и в короткие сроки был возведен деревянный собор Святого Великомученика Димитрия. Этот храм стал одним из первых религиозных сооружений в городе и положил начало духовной жизни Камышина.
В XVIII веке, в 1773 году, была построена Успенская церковь с приделом в честь Святого Великомученика Димитрия, а в 1775 году был основан Свято-Никольский храм, который изначально был кладбищенской церковью, при которой хоронили умерших от чумы. В 1780 году, после пожара 1740 года, сгоревший деревянный собор Святого Димитрия был восстановлен в камне казаком Ососом Савиновым. В 1810 году Успенская церковь была перестроена в каменную с приделом в честь Архистратига Божия Михаила. В 1831 году перед Троицким собором была выстроена колокольня.
К концу XIX века, в 1867 году, завершается строительство Вознесенской соборной церкви, которая становится одним из главных храмов города. В 1884 году для Вознесенского собора была устроена каменная колокольня. В 1888 году при Успенской церкви открылась церковно-приходская школа, а при Троицком соборе начинает действовать приходское училище. К 1889 году в городе функционировало пять церквей: Вознесенский собор, Троицкий собор, Дмитриевская церковь, Успенская и Никольская (кладбищенская).
Также до революции в Камышине существовали католический и лютеранский храмы, построенные немецкими колонистами.
В 1859 году в Камышине колонистами была открыта лютеранская церковь. Располагалась она в двухэтажном доме на перекрёстке улиц Саратовской и Никольской (сегодня — Октябрьская и Калинина). В 1863 году на первом этаже открылось приходское лютеранское училище. Обучение велось на немецком языке. Церковь была закрыта в 1925 году, а училище просуществовало до 1941 года.
Изначально католическая община города была небольшой и не имела собственного священника, поэтому богослужения проводились в арендуемом помещении. С ростом населения, когда немцы составляли уже треть от общего числа горожан, возникла необходимость в собственном здании. В 1901 году было построено каменное здание католической церкви Введения во Храм Пресвятой Девы Марии на перекрестке улиц Красной и Песчаной (Лазарева), при церкви открылось католическое училище. В 1910 году в «Камышинской русско-немецкой католической церкви» обучались 35 мальчиков и 32 девочки.
После революции 1917 года храм продолжал действовать как один из 12 католических приходов Камышинского уезда до 1931 года, когда по постановлению Нижне-Волжского крайисполкома он был закрыт. Настоятель прихода священник Алоизий Каппес был арестован в 1930 году и расстрелян в 1937 году. После закрытия католического храма второй этаж здания был снесён, и сейчас в нём располагаются различные городские организации.
В 1933 году был закрыт Свято-Никольский храм, что стало частью более широких процессов секуляризации в стране. В тот же день, 17 сентября 1933 года, закрывается Вознесенский собор. В 1936 году Вознесенский собор был разобран, и его кирпичи использовались для строительства школы № 1, детского сада, музыкального училища и частично стеклотарного завода. В 30-е годы также была разрушена Дмитриевская церковь, Троицкий собор и Успенская церковь, что стало тяжелым ударом для местного духовенства и прихожан.
Однако в 1944 году Свято-Никольский храм был восстановлен за пять месяцев, и в нём возобновились службы, что дало надежду на возрождение религиозной жизни в городе. В 1980-е годы при Свято-Никольском храме была построена трехэтажная колокольня и новое крестильное помещение.
В феврале 1995 года в центре города был освящён новый католический храм, построенный в 1995 году. С 29 июля 1999 года приход носит имя Св. Терезы Младенца Иисуса.

В настоящее время Свято-Никольский храм считается самым крупным в городе и кафедральным собором, при котором действуют различные социальные и образовательные инициативы.
- Успенская церковь
- Троицкая церковь
- Вознесенский собор в 1903 году
- Приходская церковь
- Лютеранская церковь

### Действующие религиозные учреждения
- Никольский кафедральный собор — ул. Будённого, 4;[120]Никольский кафедральный собор
- Свято-Троицкий Соборный храм — ул. Октябрьская, 16;[121]Свято-Троицкий Соборный храм
- Свято-Троицкий храм — ул. Базарова, 128;[122]
- Храм в честь Святителя Николы Чудотворца — Металлургов, 6а;[123]Храм в честь Святителя Николы Чудотворца
- Храм Успения Пресвятой Богородицы — Воинов-интернационалистов, 11 к1;[124]
- Храм Илии Пророка — Стахановская улица;[125]
- Церковь Димитрия Солунского — ул. 22-го Партсъезда, 4а;[126]
- Католический храм Терезы Младенца Иисуса — ул. Лазарева, 46;[127]
- Евангелическо-лютеранская церковь — Воронежская ул., 35;[128]
- Церковь евангельских христиан-баптистов — Дунайская ул. 1-й пр., 20;[129]
- Поместная церковь христиан-адвентистов седьмого дня — ул. Шевченко, 154[130]

## Культура

### Музеи
В городе расположено большое количество музеев. Примечательно, что Камышин является единственным городом в России, где в каждой общеобразовательной школе функционирует собственный музей. Тематика этих музеев тесно связана с профилем обучения каждой конкретной школы.
Камышинский историко-краеведческий музей
13 августа 1961 года по инициативе общественности города на средства трудовых коллективов и отдельных граждан в городе был основан историко-краеведческий музей, ставший собирателем и хранителем объектов истории и культуры. 1 апреля 1967 года музей преобразован в филиал областного краеведческого музея; в 1970 году приобрёл статус государственного музея историко-краеведческого профиля. В собственность музея передано здание, построенное в 1901 году по проекту архитектора А. Т. Тимофеева для Земской управы по мотивам московско-ярославского зодчества XVII века.

Экспозиции музея занимают 14 залов и охватывают различные аспекты истории Камышина и его окрестностей. В музее также хранятся редкие книги, старинные предметы быта, коллекции монет и научная литература. Четыре музейных экспозиции занимают три здания площадью 3146 квадратных метра, а музейный фонд составляют более 63 тыс. экспонатов.
Камышинская художественная галерея
Часть Камышинского историко-краеведческого музея, открытая 23 мая 2003 года. Коллекция галереи насчитывает более 2000 единиц изобразительного и декоративно-прикладного искусства, включая живопись, графику, скульптуру и малую пластику. Значительную часть экспозиции составляют работы, посвящённые истории Камышина, представленные на выставке «История Камышина глазами художников».
В коллекции галереи также представлены произведения известных советских художников второй половины XX века, таких как Дмитрий Налбандян, Вячеслав Пакулин, Пётр Кривоногов, Виталий Горяев и Борис Иорданский.
Этнографический комплекс «Быт камышан конца XIX — начала XX века»
Музейная экспозиция Камышинского историко-краеведческого музея, расположенная в старинном особняке, построенном во второй половине XIX века, представляет собой реконструкцию интерьеров жилых помещений конца XIX — начала XX века.
Первоначально дом принадлежал купцу Федосееву. В советский период здание использовалось как коммунальная квартира для артистов Камышинского драматического театра имени Таирова. В годы Великой Отечественной войны в доме проживала семья писателя Михаила Александровича Шолохова, находившаяся в эвакуации. В 1996 году здание было передано Камышинскому историко-краеведческому музею.
Экспозиция комплекса включает реконструкцию интерьеров жилых помещений конца XIX — начала XX века, а также комнату немецких колонистов, демонстрирующую быт и культуру зажиточных немецких семей, проживавших в Камышине.
Музей А. П. Маресьева — Центр патриотического воспитания
Музей как часть Камышинского историко-краеведческого музея был открыт в 2016 году к столетию лётчика Алексея Маресьева. В четырех экспозиционных залах, посвященных определенному периоду жизни лётчика-истребителя, представлены личные вещи, в том числе пиджак со всеми его наградами, документы, фотографии из семейного архива, переданные музею семьёй героя. 
Устроена интерактивная площадка «Воздушный бой», где с помощью 3D-технологии посетители музея погружаются в события битвы на Курской дуге.
Музей истории органов внутренних дел Камышина
Музей открыт в 2018 году, накануне празднования 100-летия со дня утверждения Камышинской уездной милиции.
Экспозиция музея содержит подлинные документы, награды, фотографии, личные вещи сотрудников, стоявших у истоков создания правоохранительных органов и работавших в структуре в разные годы.
Музей истории народного образования
Музей открыт 7 июня 1990 года, работа по сбору материалов для экспозиции началась в 1985 году. Основная задача музея — сбор и сохранение документальных материалов о лучших педагогах Камышина, а также воспитание уважения к профессии учителя, школе и родному краю.
Музей находится в историческом здании начала XX века, известном как Дом работников народного образования. С 2003 года в этом же здании располагается Центр повышения квалификации педагогических кадров.

### Драматический театр
Первый профессиональный драматический театр образован в Камышине 12 октября 1910 года. Его история богата событиями: в разные годы театр носил названия колхозно-совхозного, передвижного, городского и областного гастрольного, а с 1991 года стал Камышинским городским драматическим театром.
В годы Великой Отечественной войны театр был эвакуирован в Сызрань, где его актёры выступали для фронтовиков. После возвращения в Камышин в 1943 году в репертуаре появились спектакли военно-патриотической направленности, среди которых «Жди меня» К. М. Симонова.
В 1977 году здание театра было уничтожено пожаром, и только в 1989 году театр получил новую сцену во Дворце культуры «Краностроитель». В 1995 году при театре был создан кукольный театр «Калейдоскоп».
Сегодня театр активно работает с публикой: проводит спектакли на большой и малой сценах, творческие встречи с учащимися, выездные представления и благотворительные показы.

### Центры культуры
Центр культуры и досуга «Дружба»
Кинотеатр «Дружба» открыт 7 февраля 1960 года. В 1997 году учреждение было преобразовано в Дворец детской культуры «Дружба», а в 2014 году — в Центр культуры и досуга «Дружба».
Сегодня «Дружба» — это современный кинотеатр с двумя залами: большой зал на 390 мест и малый зал на 32 места. Здесь демонстрируются фильмы в форматах 2D и 3D. Кроме кинопоказов, в кинотеатре проходят концерты, творческие встречи и другие культурные мероприятия. Ежегодно в Центре культуры и досуга «Дружба» проводятся кинофестивали, такие как «Чудо по имени кино», «Сталинградская сирень» и «Кино без границ».
В 2019 году рукописные афиши кинотеатра за авторством местного художника Василия Чеботарева привлекли массовое внимание в соцсетях. Кинотеатр «Дружба» остаётся одним из последних в стране, где перед входом выставлены афиши, нарисованные от руки.
Дворец культуры «Текстильщик»
Культурно-досуговое учреждение в Камышине, открытое 22 апреля 1965 года. Изначально создан на базе Камышинского хлопчатобумажного комбината имени А. Н. Косыгина. В 2005 году Дворец культуры стал муниципальным учреждением.
«Текстильщик» является основной концертной площадкой города. На базе Дворца действует 39 клубных объединений, из которых 17 коллективов удостоены званий «народный» и «образцовый».
В здании Дворца культуры размещены зрительный, обрядовый и малый залы, четыре балетных зала, кабинеты для занятий в различных кружках и коллективах, а также спортивный зал.

### Парково-рекреационные зоны
- Парк культуры и отдыха имени комсомольцев-добровольцев. Парк был заложен в 1900 году и открыт в 1907 году. Изначально назывался Александровским, с 20-х годов — именем Карла Маркса, а с 1972 года — Комсомольцев-добровольцев. Площадь парка составляет 6,9 гектара. На его территории растут старые хвойные деревья, расположена липовая аллея и цветники. В центре парка находятся большая клумба и фонтан.[144]Парк культуры и отдыха имени комсомольцев-добровольцев
- Парк Топольки. Парк расположен вдоль набережной Волги. В 2019 году началась масштабная реконструкция, в ходе которой были уложены тротуарная плитка, проложены новые пешеходные и велодорожки, а также обустроены зеленые зоны. Установлен светодинамический фонтан и новая парковая мебель. На территории парка ежегодно проходит Камышинский арбузный фестиваль.[145]
- Парк Победы. Парк основан в 2005 году к 60-летию Победы в Великой Отечественной войне. В центре находится мемориал «50-лет Победы», посвященный 6936 жителям Камышина, погибшим в войне. В парке расположен музей военной техники под открытым небом.[146]Парк Победы
- Парк Текстильщиков. Парк был основан более 50 лет назад. В 2022 году он стал победителем Всероссийского конкурса на создание комфортной городской среды, получив грант на реконструкцию. Проект включает благоустройство 5,5 гектаров территории, высадку 2000 деревьев и установку современного освещения.[147]
- Парк Строителей. В 2014 году в парке была установлена арка, посвящённая строителям Камышина, с табличками, описывающими основные вехи истории города.[148]
- Парк Стеклотарного завода. На территории парка находится памятный знак работникам стеклотарного завода, погибшим в годы Великой Отечественной войны.[149]
- Сквер Воинской Славы. Мемориальный комплекс, посвящённый Сталинградским событиям, включает братскую могилу воинов, умерших от ран в госпиталях Камышина. Реконструкция памятного места была проведена к 30-летию Победы в Великой Отечественной войне.[150]
- Сквер имени Александра Невского. Сквер открыт в 2023 году и посвящён участникам российского вторжения на Украину. Он выполнен в форме эмблемы войск радиационной, химической и биологической защиты. В центре установлен бюст Александра Невского.[151]
- Аллея исторических личностей. 12 сентября 2020 года в Камышине на набережной Волги открыли бронзовые бюсты Герою Отечественной войны 1812 года К. Ф. Казачковскому и графу Д. А. Олсуфьеву. В 2021 году установлены бюсты А. П. Лопухину, православному писателю и богослову, и И. И. Лепёхину, учёному-энциклопедисту и академику. В 2022 году на аллее появились бюсты Я. Е. Дитцу, политическому деятелю и историку, и Я. А. Ломоносову, земскому врачу и основателю камышинского лесопитомника.[152]

### Памятники и скульптуры
- Памятник А. П. Маресьеву. Памятник Алексею Петровичу Маресьеву, Герою Советского Союза, установлен в мае 2006 года на пересечении улиц Ленина и Некрасова. Фигура героя возвышается на постаменте, на котором написана его цитата: «Никогда и нигде я не видел такого неба, такой чистой и голубой лазури, как в Камышине. Как захотелось мне тогда летать…».[153]
- Памятник арбузу. В мае 2019 года чугунный плод весом 1,2 тонны разместили в центре города рядом с мозаичным панно «Девушка с арбузом».[154]
- Памятник автомобилю ЗИС-5. Памятник автомобилю — воину установлен перед административным зданием автоколонны №1714.[155]
- Памятник Дмитрию Солунскому. Камышин носил до конца XVIII века имя Дмитриевск — в честь святого великомученика Димитрия Солунского Мироточивого. 8 ноября 2013 года на Комсомольской площади состоялось открытие памятника святому.[156]
- Памятник Петру I. Торжественно открыт 24 августа 2022 года перед зданием Камышинского историко-краеведческого музея. С именем императора связано второе рождение Камышина как крепости на южном рубеже.[157]
- Памятный знак комсомольцам-добровольцам, ушедшим на защиту Сталинграда. Открыт 22 сентября 1974 года на месте, где 17 ноября 1942 года 2200 комсомольцев-добровольцев дали клятву верности своему народу и отправились на войну.[158]
- Памятный знак г. Камышину — Город Трудовой Доблести и Славы. Установлен 24 апреля 2020 года на Сталинградской площади. Камышин — единственный населённый пункт в Волгоградской области, который носит это почётное звание.[159]
- Памятник В. И. Ленину. Монумент открыт 21 апреля 1960 года на площади Павших Борцов.[160]
- Памятник истребителю Як-1. Точная копия самолёта, на котором летал Герой Советского Союза Алексей Маресьев. Установлен в 2016 году на пересечении улиц Ленина и Некрасова.[161]
- Мемориал воинской славы. Место захоронения 1858 бойцов, умерших в госпиталях Камышина в годы Великой Отечественной войны. Современный мемориальный комплекс был открыт 9 мая 1975 года в честь 30-летия Победы.[162]

- Памятник А. П. Маресьеву
- Памятник В. И. Ленину
- Памятник автомобилю-воину ЗИС-5
- Памятник Дмитрию Солунскому
- Памятник истребителю Як-1
- Мемориал воинской славы

### Камышинский арбузный фестиваль
Камышинский арбузный фестиваль — ежегодное зрелищное мероприятие, визитная карточка Камышина. Фестиваль проводится в последние выходные августа, совпадая с празднованием Дня города, и посвящён главному местному лакомству — арбузу. История фестиваля берёт начало в 2007 году, хотя праздничные ярмарки по продаже арбузов проводились в Камышине ещё с 1960-х годов. 
Программа фестиваля включает в себя выставку-продажу арбузов, театрализованную встречу Петра Великого, выставку-продажу сувениров и изделий декоративно-прикладного искусства на арбузную тематику. Для проведения праздника завозится более 60 тонн арбузов. Фестиваль ежегодно привлекает от 20 до 30 тысяч туристов из разных регионов России и зарубежных стран.
Фестиваль связан с легендой о посещении Камышина Петром I в 1722 году. Согласно преданию, император, попробовав местный арбуз, воскликнул: «Зело отменный плод!» и повелел отлить его копию в натуральную величину. Однако, краеведы оспаривают эту легенду, ссылаясь на то, что арбузы в Камышине в начале июня, когда город посетил Пётр I, ещё не созревают. Тем не менее, Камышинский район издавна славится своими арбузами, что подтверждается записями исследователей XVIII-XIX веков, отмечавших, что выращивание арбузов является основным занятием местных жителей.

## Образование
Система образования Камышина включает в себя 42 образовательных учреждения, в которых трудятся более 3 тысяч работников. В ведомстве Комитета по образованию числится 23 дошкольных образовательных учреждений, 16 общеобразовательных школ с общей численностью более 9 500 учащихся, а также филиал школы № 17, основанный на базе бывшей школы № 3, в котором размещены специализированные (коррекционные) классы VIII вида, с численностью 175 детей.
2 сентября 2019 года в 7-м микрорайоне Камышина состоялась торжественное открытие современной школы №1 «Радуга успеха», рассчитанной на 1000 мест.
Заведения высшего образования:
- Камышинский технологический институт (филиал Волгоградского государственного технического университета) — ул. Ленина, 6А
- Саратовская государственная юридическая академия. Камышинский региональный центр — 7-й микрорайон, 25

Заведения среднего профессионального образования:
- Камышинский колледж бизнеса — ул. Волгоградская, 45/1
- Камышинский политехнический колледж — ул. Волгоградская, 47
- Камышинский индустриально-педагогический колледж им. А. П. Маресьева — ул. Ленина, 13; ул. Набережная, 82
- Камышинский филиал «Волгоградского государственного института искусств и культуры» — ул. Октябрьская, 42
- Камышинский филиал «Волгоградского медицинского колледжа» — ул. Воинов-интернационалистов, 8

## Здравоохранение
В городе действуют следующие медицинские учреждения:
- ГАУЗ «Стоматологическая поликлиника №1» — ул. Пролетарская, 82
- ГБУЗ «Камышинская детская городская больница» — ул. Мира, 6
- ГБУЗ «Центральная городская больница г. Камышина» — ул. Терешковой, 3
- ГБУЗ г. Камышина «Городская больница №1» — ул. Калинина, 115
- Камышинский филиал ГБУЗ «Волгоградская областная клиническая психиатрическая больница №2» — ул. Республиканская, 47А
- Камышинский филиал ГБУЗ «Волгоградский областной клинический кожно-венерологический диспансер» — 6-й микрорайон, 13
- Поликлиника ГБУЗ «Волгоградский областной клинический противотуберкулезный диспансер» филиал №1 — ул. Народная, 2
- Поликлиника №2 ФКУЗ МСЧ МВД России по Волгоградской области — ул. Волгоградская, 15А
- Стационар ГБУЗ «Волгоградский областной клинический противотуберкулезный диспансер» филиал №1 — ул. Ташкентская, 1А
- Филиал №1 ГБУЗ «Волгоградский областной центр крови» — 11-й квартал, 6
- Филиал №2 ГБУЗ «Клиническая станция скорой медицинской помощи» — 6-й микрорайон, 13
- Филиал №2 ФГБУ «413 ВГ» Минобороны России — ул. Волгоградская, 33

## Спорт

### Спортивные учреждения
МБУ ДО СШ «Спортивная школа №1»
Спортивная школа №1 включает шесть отделений: лёгкая атлетика, пауэрлифтинг, бокс, дзюдо, греко-римская борьба и велоспорт.
В распоряжении учреждения находятся: футбольное поле стандартного размера, зрительские трибуны на 2000 человек, большой спортивный зал (1000 кв. м.) со зрительскими трибунами на 100 мест, малый спортивный зал для подвижных игр, специализированные залы дзюдо, настольного тенниса и тренажёрный зал, общежитие гостиничного типа для спортсменов.
Улучшение материально-технической базы стало возможным благодаря передаче спортивного комплекса Камышинского кранового завода в собственность школы в 1999 году. В 2003 году стадион «Авангард» был полностью реконструирован, что позволило значительно расширить возможности спортивной подготовки.
МБУ ДО СШ «Спортивная школа №2»
Спортивная школа №2 включает два отделения: футбол и волейбол.
В распоряжении учреждения находятся: два земляных футбольных поля, одно газонное поле, поле с искусственным покрытием, два спортивных корпуса с двумя спортивными залами, современный тренажёрный зал для общефизической подготовки.
Среди известных выпускников школы — футболисты Андрей Горбанец и Денис Колодин.
МБУ ДО СШ «Спортивная школа №3»
Спортивная школа №3 основана в 1999 году, начала работу в 2000 году. Основные направления: спортивное, спортивно-оздоровительное и оздоровительное плавание.
В распоряжении школы имеется бассейн с шестью 25-метровыми дорожками и зал «сухого плавания» площадью 80 кв. м.
ДОО «Федерация Тхэквондо (ИТФ) городского округа – город Камышин»
Организация основана в 2005 году. Спортсмены Федерации — неоднократные призёры и победители областных, всероссийских и международных соревнований.
МАУ Спорткомплекс «Текстильщик»
Муниципальное автономное учреждение основано в 2004 году. Комплекс включает стадион «Текстильщик» с трибунами на 15 000 мест, спортивные клубы «Бригантина», «Антей», «Патриот», «Надежда» и шахматный клуб «Ферзь». Также в его структуру входят 19 хоккейных кортов, расположенных в различных микрорайонах города. 
Основная деятельность комплекса — предоставление спортивных сооружений для занятий физической культурой и спортом, а также проведение соревнований и массовых мероприятий.

### Футбол
Футбольный клуб «Текстильщик» был основан в 1956 году. Наибольших успехов добился в первой половине 1990-х годов, когда провёл пять сезонов (1992–1996) в высшей лиге чемпионата России. Лучший результат — 4-е место в сезоне 1993 года. В Кубке УЕФА 1994/95 команда дошла до 1/16 финала, обыграв венгерский клуб «Бекешчаба», впоследствии уступив французскому «Нанту».
Основным спонсором команды был Камышинский хлопчатобумажный комбинат, финансовые трудности которого привели к ухудшению результатов. В 1996 году клуб стал называться «Текстильщик-Энергия», а затем «Энергия», но вскоре выбыл из высшей и первой лиги. В 1998 году команда называлась «Ротор» и была фарм-клубом волгоградского «Ротора», однако по ходу сезона снялась с первенства второго дивизиона в связи с банкротством. С 2009 года клуб выступает в чемпионате Волгоградской области. В 2012 году клуб стал обладателем Кубка Волгоградской области.

## СМИ
Первые газеты в Камышине начали выходить в конце XIX века. В апреле 1898 года купчиха Пелагея Лебедева и мещанин Григорий Фадеев основали «Камышинский Листок Объявлений», который стал первой местной газетой. Издание было бесплатным и выходило три раза в неделю, информируя жителей о новостях и объявлениях.
В 1900 году появилась газета «Камышинский вестник», основанная крестьянином Иосифом Сидоренко. В 1906 году под этим же названием выходила революционная газета, позже переименованная в «Приволжскую газету». В тот же период в городе выходили другие революционные издания, такие как «Приволжская жизнь» и «Новый путь».
После революции первой городской газетой стали «Известия Совета Рабочих, Крестьянских, Казачьих и Красноармейских депутатов Камышинского уезда», позже переименованная в «Набат». В 1926 году газета стала называться «Трактор», отражая акцент на внедрение сельскохозяйственной техники, а в 1930-х годах — «Коллективист», поддерживая агитацию за колхозный строй. В 1937 году газета получила название «Ленинское знамя», которое сохранялось до 1993 года.
В 1993 году «Ленинское знамя» было переименовано в «Диалог». В 1991 году также увидел свет первый номер «Камышинских ведомостей», которые стали еженедельником пресс-центра горсовета народных депутатов. Со временем это издание трансформировалось в общественно-политическую газету, которая наряду с «Диалогом» занимала важное место в информационном пространстве города. Однако в 1994 году из-за финансовых трудностей газета прекратила существование.
В 1995 году было основано первое информационно-рекламное издание — «Лёгкий день», которое просуществовало до 2020 года.
В 2008 году был создан «Медиа-холдинг городского округа — г. Камышин», объединивший несколько СМИ, включая газеты «Диалог» и «Камертон», а также телерадиокомпанию «Камышин-ТРВ». В том же году начала выходить газета «Уѣздъ. Вести Камышинского района». Также в 2008–2010 годах в Камышине было создано информационно-аналитическое агентство «Инфокам», которое объединило газету «Инфокам» и интернет-портал infokam.su.

## Транспорт
По западной окраине города проходит автодорога федерального значения Р228 «Сызрань — Саратов — Волгоград», связывающая Камышин с Саратовом (200 км) и Волгоградом (190 км).
Также через город проходит автодорога местного значения 18H-44, пролегающая по маршруту Камышин — Петров Вал.
В южной части города расположен автовокзал по адресу: ул. Волгоградская, д. 28. Регулярные автобусные маршруты связывают Камышин с Москвой, Волгоградом, ближайшими региональными и областными центрами.
Внутригородской общественный транспорт представлен автобусами и маршрутными такси, обеспечивающими сообщение между различными районами города. На территории Камышина функционируют семь внутримуниципальных автобусных маршрутов:
- №1 (Молодёжная — Автостанция);
- №2 (Стадион     «Текстильщик» — Очистные);
- №6 (Мясокомбинат — Металлист);
- №9 (Стеклотарный завод — Техникум);
- № 11А (Ретранслятор — 3-й городок);
- № 11У (Молодёжная — Гипермаркет);
- № 12 (ТЭЦ — 5-й микрорайон)[187]

Паромная переправа через Волгу по маршруту Камышин - Старая Николаевка осуществляется грузопассажирскими паромами.
Также в городе расположен Камышинский речной порт. Терминал может принимать суда типа «река-море» грузоподъёмностью до 5000 тонн, глубины у причалов составляют 4,5 метров. Площадка общей площадью 14 000 кв. м имеет железнодорожные пути общей вместимостью 10 вагонов.
В городе расположена железнодорожная станция Камышин Приволжской железной дороги на линии Тамбов — Камышин, связывающая город с Тамбовом, Москвой и другими городами.
Ближайший аэропорт — Гумрак — расположен в Волгограде (200 км).

## Вооружённые силы
В Камышине дислоцируются следующие соединения вооружённых сил Российской Федерации:
- 20-я гвардейская мотострелковая дивизия. Тактическое соединение Сухопутных войск, входящее в состав 8-й гвардейской общевойсковой армии.[189]
- 56-я десантно-штурмовая бригада. Тактическое формирование Воздушно-десантных войск Российской Федерации. Основное предназначение — формирование воинского резерва обученных десантников.[190]
- 28-я отдельная бригада РХБ защиты. Тактическое соединение Сухопутных войск Российской Федерации, находится в составе Южного военного округа. Бригада решает вопросы дегазации, дезинфекции и дезактивации местности, техники, вооружения и объектов в зоне условного заражения.[191]

## Население
| 1856     | 1897     | 1910     | 1913     | 1920     | 1923     | 1926     | 1931     | 1939     | 1959     | 1967     |
| -------- | -------- | -------- | -------- | -------- | -------- | -------- | -------- | -------- | -------- | -------- |
| 10 400   | ↗16 000  | ↗18 700  | ↗22 400  | ↗25 467  | ↘18 925  | ↘18 000  | ↘17 900  | ↗24 000  | ↗56 511  | ↗77 000  |
| 1970     | 1973     | 1975     | 1976     | 1979     | 1982     | 1985     | 1986     | 1987     | 1989     | 1990     |
| ↗97 242  | ↗102 000 | ↗108 000 | →108 000 | ↗111 565 | ↗113 000 | ↗119 000 | ↘118 000 | ↗119 000 | ↗122 463 | ↗124 000 |
| 1991     | 1992     | 1993     | 1994     | 1995     | 1996     | 1997     | 1998     | 1999     | 2000     | 2001     |
| →124 000 | ↗125 000 | ↗127 000 | →127 000 | ↗129 000 | →129 000 | ↘128 000 | ↗129 000 | ↘126 000 | ↘124 600 | ↘124 100 |
| 2002     | 2003     | 2004     | 2005     | 2006     | 2007     | 2008     | 2009     | 2010     | 2011     | 2012     |
| ↗127 891 | ↗127 900 | ↘125 600 | ↘123 700 | ↘121 800 | ↘120 000 | ↘118 500 | ↘117 297 | ↗119 565 | ↗119 900 | ↘117 983 |
| 2013     | 2014     | 2015     | 2016     | 2017     | 2018     | 2019     | 2020     | 2021     | 2023     | 2024     |
| ↘116 724 | ↘115 070 | ↘113 402 | ↘112 501 | ↘111 775 | ↘111 100 | ↘110 318 | ↘109 910 | ↘107 927 | ↘105 471 | ↘105 187 |
| 2025     |          |          |          |          |          |          |          |          |          |          |
| ↘104 220 |          |          |          |          |          |          |          |          |          |          |

По оценке Росстата на 1 января 2024 года по численности населения город находился на 162 месте из 1119 городов Российской Федерации.

### Национальный состав
По итогам переписи населения 2020 года в городе проживали представители следующих национальностей:
| Национальность | Численность, чел. | Доля     |
| -------------- | ----------------- | -------- |
| Русские        | 101 690           | 94,22 %  |
| Армяне         | 371               | 0,34 %   |
| Украинцы       | 327               | 0,30 %   |
| Немцы          | 320               | 0,30 %   |
| Казахи         | 208               | 0,19 %   |
| Татары         | 198               | 0,18 %   |
| Азербайджанцы  | 193               | 0,18 %   |
| Другие         | 4620              | 4,29 %   |
| Итого          | 107 927           | 100,00 % |

### Языковой состав
По данным переписи населения 1897 года, в Камышине основным родным языком его жителей был русский. В то время численность русскоязычного населения составляла 13 419 человек, что соответствовало 82,51% от общего числа жителей. На втором месте по распространенности был немецкий язык, на котором говорили 2 443 человека (15,02%). Украинский язык занимал третью позицию с численностью 264 человека (1,62%). Остальные языки вместе составили лишь 138 человек (0,85%).
В настоящее время официальным и основным языком для жителей города является русский.

## Органы местного самоуправления
Организация и функционирование органов местного самоуправления регулируются Уставом городского округа, который был утверждён Решением Камышинской городской Думы № 56 от 28 июня 2005 года и действует с последующими изменениями и дополнениями.

### Структура органов местного самоуправления
Камышинская городская Дума
- Представительный орган городского округа.
- Состоит из 25 депутатов, избираемых жителями округа на основе всеобщего равного и прямого избирательного права при тайном голосовании сроком на 5 лет.
- В компетенцию Думы входит принятие нормативных актов, утверждение бюджета, контроль за его исполнением, определение стратегии социально-экономического развития округа, установление местных налогов и сборов, а также другие вопросы, отнесенные к ее ведению Федеральным законом № 131-ФЗ «Об общих принципах организации местного самоуправления в Российской Федерации».

Глава городского округа
- Высшее должностное лицо округа.
- Избирается депутатами Камышинской городской Думы из своего состава сроком на 5 лет.
- Осуществляет руководство деятельностью администрации городского округа, представляет округ в отношениях с органами государственной власти, организациями и гражданами, подписывает муниципальные правовые акты, обеспечивает взаимодействие всех органов местного самоуправления.

Администрация городского округа
- Исполнительно-распорядительный орган городского округа.
- Возглавляется главой администрации, который назначается на должность по контракту на срок полномочий Камышинской городской Думы.
- Осуществляет исполнение решений городской Думы, разрабатывает и исполняет местный бюджет, реализует программы социально-экономического развития округа, управляет муниципальной собственностью, обеспечивает функционирование коммунальной инфраструктуры.

### Руководители органов местного самоуправления
- Председатель Камышинской городской Думы — Пономарёв Владимир Анатольевич[235]
- Глава городского округа — Зинченко Станислав Васильевич[236]

### Состав Камышинской городской Думы
Седьмой созыв Камышинской городской Думы был избран 10 сентября 2023 года. Постановлением Территориальной избирательной комиссии по городу Камышин от 11 сентября 2023 года № 45/215 выборы депутатов городской Думы признаны состоявшимися и действительными. 21 сентября 2023 года председателем Камышинской городской Думы избран Владимир Анатольевич Пономарёв, а его заместителем — Иван Ильич Иванов.
Количество депутатов Камышинской городской думы, избранных по партиям:
- «Единая Россия» — 18 депутатов;
- КПРФ — 3 депутата;
- ЛДПР — 2 депутата;
- «Справедливая Россия — За Правду» — 2 депутата

Всего в думу был избрано 25 депутатов: 14 — по единому избирательному округу и 11 — по одномандатным избирательным округам.

## Символы
- Герб Камышина 1781 года
- Герб Камышина 1862 года
- Герб Камышина 1968 года
- Герб Камышина 2003 года
- Герб Камышина со статусной короной установленного образца
- Флаг Камышина

#### Герб города Камышин
Герб муниципального образования города Камышина (далее муниципальный герб) является опознавательно-правовым знаком, разработан в соответствии с геральдическими правилами. Муниципальный герб является главным официальном символом муниципального образования города Камышин и воспроизводит историческую символику герба города Камышина, уездного города Саратовского наместничества, Высочайше утвержденный в 1781 году и реформированный в 1857 году. Муниципальный герб представляет собой, согласно тексту узаконения 1781 года, «траву, называемую камыш, в белом поле, от которой город сей название своё получил».
Геральдическое описание муниципального герба: в серебряном поле три вырастающих из лазоревой оконечности стебля камыша. Щит муниципального герба увенчан золотой башенной короной о трех видимых зубцах, соответствующей городскому статусу, и указывающей на муниципальную принадлежность герба.
Автор проекта герба — В. Э. Коваль. Утверждён решением Камышинской городской Думы Волгоградской области от 27 августа 2003 г. № 61 «Об утверждении положений о гербе и флаге муниципального образования города Камышина» (с изменениями от 31 марта 2005 г.).

#### Флаг города Камышин
Геральдическое описание: прямоугольное полотнище с отношением ширины к длине 2:3, несущее вдоль нижнего края синюю полосу и вплотную над ней, в центре - три стебля камыша.
Автор проекта флага — В. Э. Коваль. Утверждён решением Камышинской городской Думы Волгоградской области от 27 августа 2003 г. № 61 «Об утверждении положений о гербе и флаге муниципального образования города Камышина» (с изменениями от 31 марта 2005 г.).

## Почётные граждане и известные уроженцы

### Почётные граждане
- Алимов, Николай Степанович
- Андреев, Борис Павлович
- Андреев, Павел Алексеевич
- Быков Александр Семенович
- Гашперик, Юлиус
- Ефременко, Юрий Феодосьевич
- Малышев, Юрий Васильевич
- Мангушев, Хайдар Арифуллович
- Маресьев, Алексей Петрович
- Мартынов, Евгений Григорьевич
- Маслова, Нина Сергеевна
- Сорокин, Николай Гаврилович
- Хоботов, Анатолий Васильевич
- Хорошунов, Евгений Васильевич[239]

### Известные уроженцы
- Бабятинский, Валерий Константинович — советский и российский актёр театра и кино, Народный артист РСФСР
- Белоглазов, Константин Фёдорович — советский учёный физико-химик, специалист в области использования руд цветных металлов, автор кинетической теории флотационного процесса. Лауреат Сталинской премии
- Гольман, Доминик Иосифович — немецкий советский писатель и поэт
- Горбанец, Андрей Игоревич — российский футболист, полузащитник; тренер
- Давыдов, Сергей Степанович — советский лётчик-бомбардировщик морской авиации, участник Великой Отечественной войны, Герой Советского Союза
- Иноземцев, Александр Александрович — российский учёный, академик РАН. Герой Труда Российской Федерации
- Казачковский, Кирилл Фёдорович — русский военачальник, генерал-лейтенант. Герой Отечественной войны 1812 года
- Колгатин, Александр Михайлович — гвардии старший лейтенант, Герой Российской Федерации
- Колодин, Денис Алексеевич — российский футболист, защитник; тренер. Бронзовый призёр чемпионата Европы (2008)
- Липкин, Герман Николаевич — капитан советской армии, участник Великой Отечественной войны, Герой Советского Союза
- Маресьев, Алексей Петрович — советский военный лётчик-истребитель. Герой Советского Союза
- Мартынов, Евгений Григорьевич — советский эстрадный певец и композитор
- Махнёв, Геннадий Дмитриевич — гребец-байдарочник. Трёхкратный чемпион национальных первенств, участник летних Олимпийских игр 1980 года
- Плотников, Борис Николаевич  — участник Великой Отечественной войны, кавалер трёх орденов Славы
- Северская, Нина Константиновна — советский врач-хирург. Герой Социалистического Труда
- Сысоев, Алексей Григорьевич — российский легкоатлет, специализирующийся в десятиборье. Участник летних Олимпийских игр 2008 года. Трёхкратный чемпион России
- Фере, Владимир Георгиевич — советский композитор. Народный артист Киргизской ССР
- Чернышевская, Ольга Сократовна — русский библиограф. Жена и помощница Н. Г. Чернышевского

## Города-побратимы
- Опава, Чехия